# Anime

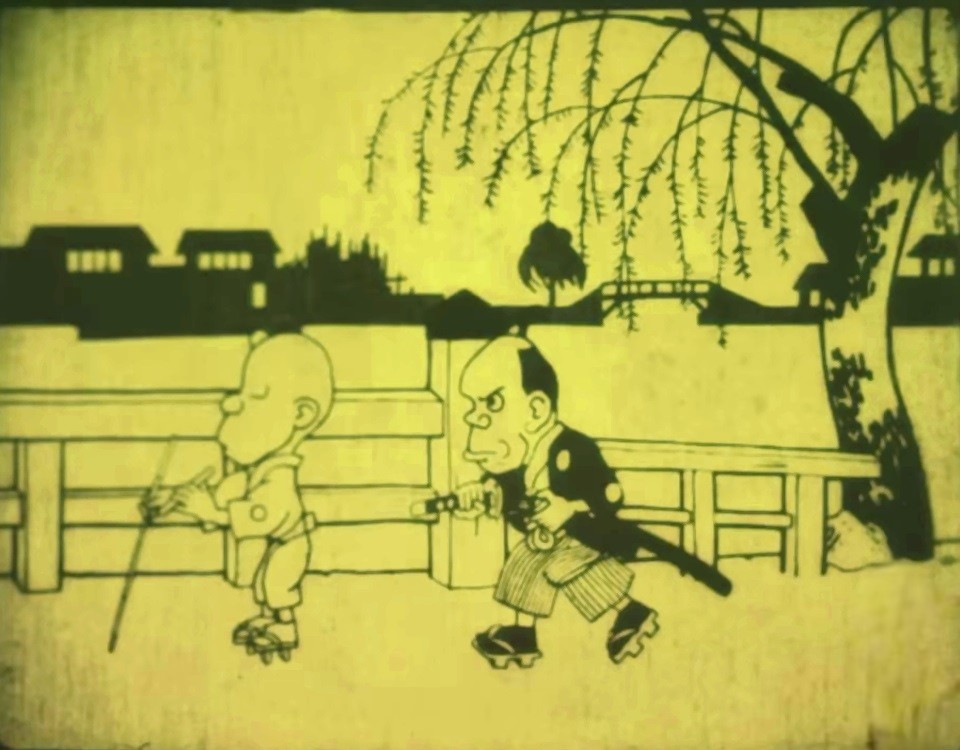
Kadr z filmu Namakura Gatana (1917), jednego z najstarszych japońskich filmów animowanych, który zachował się do naszych czasów

Anime (jap. アニメ) – skrót słowny w języku japońskim, pochodzący od angielskiego słowa „animation”, które jest wymawiane po japońsku animēshon. Oznacza ono film animowany, z tym że w Japonii terminem tym określa się wszystkie filmy i seriale animowane, bez względu na kraj ich pochodzenia. Natomiast poza Japonią słowo anime służy do określenia japońskich filmów animowanych. Teoria o pochodzeniu terminu anime od francuskiego słowa animé (animowany) lub les dessins animés (animowane obrazy) jest dyskusyjna. Obie formy – pierwotna animēshon i skrócona anime – są używane przez Japończyków.

## Historia anime

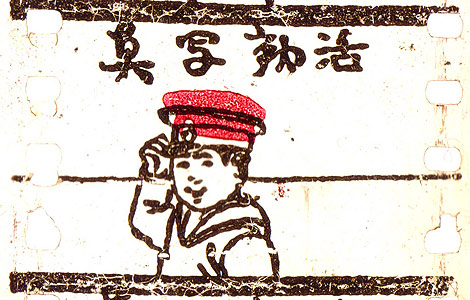
Klatka z filmu Katsudō-shashin: najstarszej zachowanej do dziś japońskiej animacji, powstałej prawdopodobnie w 1907 roku

Pionierami japońskiego filmu animowanego byli Ōten Shimokawa (jap. 下川凹天 Shimokawa Ōten), Jun'ichi Kōuchi (jap. 幸内純一 Kōuchi Jun’ichi) oraz Seitarō Kitayama (jap. 北山 清太郎 Kitayama Seitarō), którzy swoje pierwsze prace zaprezentowali w 1917 roku. Za pierwszy komercyjnie rozprowadzany japoński film animowany uznaje się 5-minutowy film Ōtena Shimokawy zatytułowany Imokawa Mukuzō genkanban no maki (jap. 芋川椋三玄関番の巻 Opowieść o odźwiernym Mukuzō Imokawie), który został rozdystrybuowany w styczniu 1917 roku. 
W okresie militaryzmu – od połowy lat 30 XX w. i podczas II wojny światowej – anime służyły japońskiemu rządowi do celów propagandowych umacniających nacjonalizm i kult cesarza w społeczeństwie. Kultową animacją okazały się opowieści o Momotarō autorstwa Mitsuyo Seo.
Po wojnie i w latach 50. nastąpił zastój w japońskim przemyśle filmowym, głównie z powodu popularności produkcji amerykańskich, pochodzących z wytwórni Walt Disney, Metro-Goldwyn-Mayer i Warner Bros. Na ten okres przypada jednak rozwój komiksu określanego w Japonii mianem mangi. W latach 60. nastąpił ponowny rozwój produkcji animowanych (głównie seriali telewizyjnych). Symbolami sukcesu okazały się: Astro Boy (reż. Osamu Tezuki), Sally czarodziejka, Czarodziejskie zwierciadełko i Kimba, biały lew.
W latach 70. popularność anime gwałtownie wzrosła i zaczęły powstawać (w dużej części na podstawie mang) filmy animowane wyróżniające się spośród innych produkcji. Anime kierowane było coraz częściej do młodzieży i dorosłych. Powstały nowe gatunki, na przykład mecha opowiadający o humanoidach i robotach, tokusatsu o herosach, czy fantastyka naukowa. Następujące wówczas w krajach rozwiniętych gwałtowna modernizacja, postęp techniczny, konsumpcjonizm, nowe ruchy religijne i zmiany obyczajowe znajdowały swoje odbicie także w powstających anime. Reżyserowie coraz częściej uwypuklali indywidualizm i niezależność bohaterów, których cele i idee nie zawsze pokrywały się z celami większości. Modne też stały się fantastyczne światy, magia, nadprzyrodzone zdolności, przemoc, brutalizm i epatowanie seksualnością. Z tych stylów narodziły się seriale animowane: Tygrysia Maska, Generał Daimos, Bia – czarodziejskie wyzwanie, Magiczne igraszki, Yattaman, Fantastyczny świat Paula.
W latach 80. filmy anime podbiły rynki poza granicami kraju (zwłaszcza w Australii, Stanach Zjednoczonych, Kanadzie, Francji, Belgii i Włoszech), a w Japonii zostały uznane za jeden z najważniejszych nurtów produkcji filmowej. Anime stały się wytworami współczesnej kultury japońskiej, ale także odzwierciedleniem dokonujących się w niej przemian, a dzięki promocji i ekspansji eksportowej rozwinęły się w osobną branżę gospodarki przynoszącą Japonii ogromne dochody. Od lat 90. anime zaczęły podbijać także rynki wielu krajów Azji Wschodniej, Ameryki Południowej i Europy Wschodniej.

## Synonimy
W krajach anglojęzycznych anime bywa czasami nazywane zbitką wyrazową japanimation, ale termin ten zaczął wychodzić z użycia. Określenie to używane było najczęściej w latach 70. i 80., wraz z pierwszą i drugą falą fandomu, ale w połowie lat 90. zaczęło być wypierane przez anime. Termin ten częściej używany jest w Japonii. Odkąd słów anime i animēshon zaczęto używać do określania wszystkich typów animacji, terminem japanimation odróżnia się japońskie filmy animowane od pozostałych.

## Charakterystyka
Cechą charakterystyczną większości anime jest styl rysowania. Postacie anime mają duże oczy, a włosy cieniowane są w charakterystyczny sposób. Inną cechą charakterystyczną są pojawiające się w niektórych produkcjach bardzo uproszczone wizerunki bohaterów (tzw. super deformed).

### Gatunki i podgatunki
Istnieje wiele gatunków anime, w tym także odpowiednich dla tradycyjnego kina aktorskiego. Owe gatunki mogą zawierać w sobie elementy akcji, przygody, historii dla dzieci, komedii, dramatu, erotyzmu (hentai), średniowiecznego fantasy, horroru, romansu, science fiction itd.
Nazwy i krótkie opisy pojęć charakterystycznych dla anime i mangi:
- anime progresywne – „film artystyczny”, produkcja łamiąca jakieś kanony; termin trudny do jednoznacznego zdefiniowania, stąd też nie można podać konkretnych przykładów anime progresywnych, ale wymienia się wśród nich m.in. Furi kuri, Mind Game, Meikyū monogatari czy Wirtualną Lain[potrzebny przypis]
- bishōjo – jap. „piękna dziewczyna”; anime, w którym ważną rolę odgrywają piękne dziewczyny, np. To Love-Ru
- bishōnen – jap. „piękny chłopak”, np. Tajemnica przeszłości
- ecchi – anime o podtekstach erotycznych, niewybrednym humorze erotycznym, aczkolwiek bez pokazywania stosunków płciowych, np. Green Green, Chobits
- hentai – jap. „zboczeniec” erotyczne i pornograficzne, w Japonii termin nie jest stosowany, a samo słowo jest odbierane negatywnie, np. Chōjin densetsu Urotsukidōji,
  - yaoi – erotyczne bądź romantyczne anime gejowskie, np. Ai no kusabi: Miłość na uwięzi
  - yuri – erotyczne bądź romantyczne anime lesbijskie np. Kapłanki przeklętych dni
  - shōtakon – od shōtaro complex; erotyczne anime z młodymi chłopcami np. Boku no Pico
  - lolicon lub rorikon – od lolita complex; erotyczne anime z młodymi dziewczętami
- josei – jap. „młoda kobieta”; anime przeznaczone dla młodych kobiet, rzadko spotykane, np. Paradise Kiss
- mecha – anime z wielkimi robotami lub humanoidami, np. Neon Genesis Evangelion, Darling in the Franxx
- moe – anime lub manga zawierające postaci bardzo zuchwałe lub słodkie np. Lucky Star
- seinen – anime przeznaczone dla starszej młodzieży, np. V
- sentai, super sentai – jap. „walcząca drużyna”; anime, które wśród głównych postaci zawiera drużynę superbohaterów, np. "My Hero Academia"
- shōjo – jap. „młoda panienka” lub „mała dziewczynka”; anime przeznaczone głównie dla dziewczyn, np. Służąca przewodnicząca
- shōnen – jap. „chłopiec”; anime przeznaczone głównie dla chłopców, np. Dragon Ball
- mahō-shōjo (magical girls) – anime o nastoletnich bohaterkach, posiadających nadprzyrodzone moce, np. Czarodziejka z Księżyca
- mahō-shōnen (magical boys) – odpowiednik mahō shōjo z chłopcami, np. Binan Kōkō Chikyū Bōei-bu Love!
- shōjo-ai – jap. „dziewczęca miłość”; anime o romansach między żeńskimi postaciami, np. Rewolucjonistka Utena; termin nie obowiązuje w Japonii, utworzony został na Zachodzie na wzór shōnen-ai, aby odróżnić lesbijski romans od erotyki
- shōnen-ai (lub BL, boys love) – jap. „chłopięca miłość”; anime o romansach między męskimi postaciami, np. Gravitation, Junjō Romantica

Niektóre anime powstają dla specjalnej grupy odbiorców, węższej nawet niż niektórych z podanych powyżej. Przykładowo, Initial D, Wangan Midnight i éX-Driver skupiają się na wyścigach samochodowych i tuningu (swoiste odpowiedniki filmów w rodzaju Szybkich i wściekłych), Ashita no Jō opowiada o boksie, a Hanaukyō meido tai (Hanaukyō Maid Team) bazuje na fantasy o francuskich pokojówkach.

### Muzyka
Ścieżki dźwiękowe do anime często tworzone są przez znanych muzyków i kompozytorów. Seriale rozpoczynające się specyficzną czołówką (po angielsku opening) wykorzystują otwierającą piosenkę jako szybkie wprowadzenie do programu. Tło muzyczne wykorzystuje się, aby nadać odpowiednie tempo akcji.
Openingi zwykle odpowiadają tonowi, w jakim utrzymane jest dane anime i mają zachęcić widza do dalszego oglądania. Wykorzystane utwory oraz piosenka kończąca odcinek (ending) mogą stanowić komentarz do ogólnej fabuły całości lub wysuwać na pierwszy plan szczególnie ważny dla serialu element. Openingi i endingi (a także utwory w samym anime) nierzadko wykonywane są przez popularnych muzyków.
Dodatkowo do niektórych anime wydawane są specjalne płyty z seiyū, nazywane image albumami. Pomimo użycia słowa image (obraz, wyobrażenie, wizerunek), płyty zawierają jedynie muzykę lub „wiadomości głosowe”, w których to seiyū rozmawiają z publicznością lub mówią o samych sobie, co wywołuje u słuchacza wrażenie, że postać śpiewa. Innym rodzajem płyt są drama CD, na których znajdują się piosenki i opowiadane przez seiyū historie, niekoniecznie związane z głównym wątkiem danego anime.

## Dystrybucja poza Japonią

### Zainteresowanie anime
Zróżnicowanie gatunkowe powoduje, że anime znajduje wielu fanów, co pozwoliło na powstanie fandomu poza Japonią. Popularność ta wynika również z odmienności od popkultury Zachodu. W wielu krajach zachodnich japońskie animacje są bardzo opłacalne, podobnie jak wczesne zachodnie ich adaptacje, np. Tetsuwan Atomu.

### Licencja
Poza Japonią anime wydawane są w odpowiedniej dla danego kraju formie. Nagrana zostaje między innymi dubbingowana ścieżka dialogowa, którą wstawia się w miejsce oryginalnych dialogów. Dystrybutor może edytować anime w taki sposób, aby zastąpić rzeczy niezrozumiałe dla widza spoza Japonii oraz potencjalnie nieodpowiednie bądź obraźliwe, nawet poprzez wycięcie lub przerobienie niektórych scen. W taki sposób Amerykanie ocenzurowali np. Wojnę planet czy Teknomana, aby nadawały się one na rynek amerykański. Proces ten był szczególnie intensywny dawniej, kiedy na Zachodzie anime było jeszcze mało znane, ale dystrybutorzy coraz rzadziej decydują się na cenzurę, ze względu na coraz większe zapotrzebowanie rynku na anime w oryginalnej wersji. Na cenzurę dystrybutor decyduje się najczęściej ze względu na mocne sceny erotyczne w produkcjach dla starszych widzów. Jeśli anime jest przeznaczone dla dzieci, dystrybutor często decyduje się na wycięcie co brutalniejszych scen – w anime rany i obrażenia są naturalnym następstwem przemocy.

### Dystrybucja anime w Polsce
Historia dystrybucji anime w Polsce zaczęła się w latach 70. XX wieku, za pierwszy film anime który miał premierę w Polsce uznaje się Kota w Butach od studia Toei, polska premiera miała miejsce w sierpniu 1972 roku. Natomiast jedną z pierwszych emisji anime w polskiej telewizji była Pszczółka Maja 26 grudnia 1979 roku. Popularny był też serial Załoga G. Na początku lat 90. anime emitowala stacja Polonia 1, emitując seriale takie jak Yattaman, Kapitan Jastrząb i Generał Daimos; wkrótce anime emitował też Polsat, m.in. Czarodziejkę z Księżyca. O ile seriale te cieszyły się duża popularnością wśród młodych odbiorców, były dość krytykowane przez starszych krytyków w mediach, i "przedstawiano jako produkt niezwykle brutalny i przesiąknięty seksem" (zwłaszcza krytykowana była Tygrysia Maska, serial dla starszej młodzieży, błędnie emitowany w paśmie dla najmłodszych).
Powszechną formą legalnego dostępu do anime w Polsce są serwisy streamingowe, udostępniające seriale godzinę po emisji w japońskiej telewizji np. Crunchyroll, Daisuki.net. Wydano również produkcje w formatach VHS, VCD, DVD, Blu-ray dzięki takim wydawcom jak Planet Manga, Anime Gate, Monolith Film, MyFly, Anime Virtual, IDG, Anime Eden.
W polskich kanałach telewizyjnych anime są emitowane, zazwyczaj w wersjach przeznaczonych na rynek międzynarodowy. W niektórych przypadkach następowało amerykanizowane serii i najczęściej dotyczyła ona imion (np. Satoshi, główny bohater Pokémonów, w Polsce ma imię z angielskiego dubbingu – Ash, rodzice Shin-chana natomiast nazywali się Harry i Mitsy, podczas gdy w oryginalnej wersji – Hiroshi i Misae).
Anime regularnie emitowane są przez stacje telewizyjne Polonia 1, Disney XD i Cartoon Network oraz Polsat Games. Dawniej głównie w Polsat, Hyper+, Canal+, AXN Sci-Fi.
Do kin weszło zaledwie kilka anime. Były to głównie filmy bazujące na Pokémonach i Dragon Ballu, a także filmy Hayao Miyazakiego: Księżniczka mononoke, Spirited Away: W krainie bogów i Ruchomy zamek Hauru.

### Fansuby
Mimo że jest to pogwałceniem praw autorskich w wielu krajach, część fanów ogląda fansuby (nagrania serii lub filmów ze stworzonymi przez fanów napisami). Etyczny aspekt tworzenia, dystrybuowania i oglądania fansubów jest przedmiotem wielu dyskusji i kontrowersji.

## Kontrowersje
Czasami pojawiają się kontrowersje dotyczące zakresu definicji słowa anime. Wynikają one stąd, że w odniesieniu do anime panuje wiele stereotypów. Z anime kojarzone są np. duże oczy postaci, pozwalające łatwo wyrażać ich odczucia, smukłe sylwetki, a także często szczegółowe tła. Z tego powodu słowo anime bywa używane w trzech znaczeniach:
1. do określenia wszystkich filmów animowanych – znaczenie to stosowane jest jedynie przez Japończyków,
2. do określenia japońskich filmów animowanych – to definicja najbardziej rozpowszechniona poza Japonią,
3. do określenia filmów animowanych (niezależnie od kraju produkcji) nawiązujących do stereotypów związanych z japońskim komiksem i animacją.

Ze względu na to, że bez trudu można znaleźć produkcje anime nie pasujące do stereotypów, trzecia definicja nie może być uznana za dominującą, może jedynie pełnić rolę pomocniczą. Animowane produkcje czerpiące z anime bądź produkowane w takim stylu potocznie określa się terminem amerime, a należą do nich np. Odlotowe agentki. Amerime to także japońska wersja amerykańskich seriali animowanych, jak np. Demashita! Powerpuff Girls Z – japońska wersja przygód Atomówek w konwencji mahō-shōjo.

## Popularność anime w Japonii
We wrześniu 2005 r. japoński kanał TV Asahi przeprowadził ogólnokrajową ankietę pisemną oraz internetową, w której pytał Japończyków o ulubione seriale animowane (w grupie wiekowej: nastolatków, 20-latków, 30-, 40-, 50-, 60-latków i starszych). Ankieta nie ograniczała się jedynie do filmów japońskich, jednak, jak się okazało, z tytułów niejapońskich na listę trafili jedynie Tom i Jerry. Wyniki ankiety zostały wyemitowane w specjalnym programie nadanym 23 września. Wyniki ankiety internetowej były nieco inne, najwięcej głosów zebrała seria Fullmetal Alchemist, która w ogólnokrajowej ankiecie znalazła się na 20. miejscu. Prawdopodobnie zadecydował o tym inny profil demograficzny głosujących.